# Donald Stokes
Donald Stokes, född 22 mars 1914 i Plymouth i Devon, död 21 juli 2008, var en brittisk industrialist och företagsledare. Han är mest känd som chef för British Leyland 1968–1975 och blev känd med sin titel som Lord Stokes.
Stokes gjorde från 1930 karriär inom Leyland Motors samtidigt som han även gjorde militär karriär. Leyland under Stokes ledning blev under 1960-talet en framgångsrik lastbils- och busstillverkare och stärkt av framgångar köptes Standard-Triumph och Rover. Donald Stokes blev chef för British Leyland när Leyland slogs samman med BMC 1968. Stokes lyckades inte skapa en fungerande fordonskoncern av de många olika enheterna och märkena. Koncernen lamslogs av strejker och hamnade i en finansiell kris 1974 varpå brittiska staten gick in i bolaget 1975.